# ألعاب مكابيه 1993

شعار ألعاب مكابيه 1993.

ألعاب مكابيه 1993 هي النسخة الرابعة عشر من ألعاب مكابيه ولقد عقدت عام 1993 في مدينة رمات غان في إسرائيل. شارك 5100 رياضي من 48 دولة مختلقة. شاركت 6 دول لأول مره في الألعاب وهي :روسيا البيضاء وكرواتيا وجورجيا والبرتغال وسامو وأوكرانيا.

## الدول التي شاركت
| - الأرجنتين - أستراليا - النمسا - روسيا البيضاء - بلجيكا - البرازيل - بلغاريا - كندا - كولومبيا - كوستاريكا | - كرواتيا - تشيكوسلوفاكيا - الدنمارك - إستونيا - فنلندا - فرنسا - جورجيا - ألمانيا - غواتيمالا - هونغ كونغ | - هنغاريا - الهند - أيرلندا - إسرائيل - إيطاليا - لاتفيا - ليتوانيا - المكسيك - هولندا - نيوزيلندا | - النرويج - بنما - الباراغواي - بيرو - بولندا - البرتغال - رومانيا - روسيا - ساموا - جنوب أفريقيا | - كوريا الجنوبية - إسبانيا - السويد - سويسرا - تركيا - أوكرانيا - المملكة المتحدة - الولايات المتحدة (639) - فنزويلا - زيمبابوي |

## روابط خارجية
- ملخصات للألعاب مكابيه